# Айа (богиня)
Айа (варианты написания a-a, а также šè-ri5-da, dšè-NIR-da) — в аккадской мифологии богиня света, супруга солнечного бога Шамаша. Во время переселения аккадцев в Месопотамию Айа слилась с шумерской солнечной богиней Шерида. Айа была популярна среди семитских народов, ее имя встречается в списке богов Угарита и использовалось в качестве личных имен (Быт. 36:24, 2 Царств 3:7) и названий городов (1 Пар 7:28) в Библии. Главными местами культа Айа были храмы под названием Э-бабар («Белый дом») в городах Сиппар и Ларса.

## Функции
Айа в основном выполняла роль богини света и супруги Шамаша. Например, она упоминается в тексте Эпоса о Гильгамеше именно в роли супруги Шамаша. В 3 таблице, когда Гильгамеш планирует свой поход за ливанским кедром и убийство Хумбабы, его мать, царица Нинсун, просит Шамаша присматривать за сыном и охранять его. Царица также обращается к Айа с требованием напоминать мужу о Гильгамеше, чтобы Шамаш не забывал о герое даже ночью. Нинсун советует Айа напоминать о Гильгамеше после заката, когда богиня заботится о своем муже, подает ему ужин и напитки.
В старовавилонских административных документах из окрестностей города Сиппар Айа вместе с ее мужем Шамашем следит за соблюдением законов и исполняет роль праведного судьи. Айа и Шамаш являются божествами, «свидетельствующими» при заключении договоров, таких как аренда поля или дома и выдача храмовых кредитов.
В мифе о путешествии Нанны в Ниппур Айа ассоциируется с ее культовым городом Ларса и выступает в роли богини, пытающейся совратить Нанна, уговаривая его оставить ценный груз, который он везет, в ее городе. Нанна отвергает ее и продолжает свое путешествие дальше.

## Периодизация
Культ Шериды был распространен в раннединастический и старовавилонский периоды. Так она упоминается в тексте мифа о путешествии Нанны в Ниппур, датируемом старовавилонским периодом (ок. 1800 до н.э.).
Аккадское имя богини, Айа, встречается в личных именах еще в предсаргоновский период (XXV—XXIV вв. до н. э.). Айа была популярным божеством в старовавилонский период. В это время в Сиппаре аккадское имя Айа часто использовалось в качестве божественного элемента имени рабынь, принадлежащих жрицам. Айа также изображалась на печатях рядом со своим мужем Шамашем.
В I тысячелетии до н. э. Айа упоминается в новоассирийских, ахеменидских и селевкидских текстах, включая версии Эпоса о Гильгамеше. В Уруке в селевкидский период ей совершали подношения во время новогодних ритуалов, а также просили о защите, исполняя апотропеические ритуалы Намбурби. Айа стала опять популярной в нововавилонский период, особенно во время правления царя Набонида, который восстановил храм Шамаша и Айи в Сиппаре.